# Grundträsket (Överkalix socken, Norrbotten)
Grundträsket är en sjö i Överkalix kommun i Norrbotten och ingår i Kalixälvens huvudavrinningsområde. Sjön har en area på 0,0523 kvadratkilometer och ligger 85,3 meter över havet. Grundträsket ligger i Torne och Kalix älvsystem Natura 2000-område.

## Delavrinningsområde
Grundträsket ingår i det delavrinningsområde (739508-180887) som SMHI kallar för Mynnar i Kalixälvens vattendragsyta. Medelhöjden är 153 meter över havet och ytan är 39,46 kvadratkilometer. Det finns inga avrinningsområden uppströms utan avrinningsområdet är högsta punkten. Storbäcken som avvattnar avrinningsområdet har biflödesordning 2, vilket innebär att vattnet flödar genom totalt 2 vattendrag innan det når havet efter 95 kilometer. Avrinningsområdet består mestadels av skog (81 procent). Avrinningsområdet har 0,13 kvadratkilometer vattenytor vilket ger det en sjöprocent på 0,3 procent.